# 拉基亚雷拉
拉基亚雷拉（義大利語：Lacchiarella），是意大利米兰省的一个市镇。总面积25平方公里，人口8343人，人口密度333.7人/平方公里（2009年）。国家统计（ISTAT）代码为015115。